# Čou Ku-čcheng
Čou Ku-čcheng (čínsky pchin-jinem Zhōu Gǔchéng, znaky 周谷城; 13. září 1898 — 10. listopadu 1996) byl čínský historik a politik, od 30. let vyučoval historii na různých čínských univerzitách, ve 30. a 40. letech letech patřil mezi intelektuály působící v Prozatímním akčním výboru Čínského Kuomintangu, později reorganizovaném na Demokratickou stranu čínských rolníků a dělníků, jedné ze stran „třetí cesty“ mezi Kuomintangem a Komunistickou stranou Číny. V Čínské lidové republice od roku 1949 byl jedním z předních historiků, působil v městské vládě a zastupitelských sborech v Šanghaji. Během kulturní revoluce byl pronásledován, od roku 1978 se vrátil k veřejné činnosti jako člen stálého výboru celostátního výboru Čínského lidového politického poradního shromáždění (1978–1983), místopředseda (1979–1987) a předseda (1987–1988) Demokratické strany čínských rolníků a dělníků, místopředseda stálého výboru šanghajského městského lidového shromáždění (1979–1983) a místopředseda stálého výboru Všečínského shromáždění lidových zástupců (1983–1993).

## Život

### Mládí a studia
Čou Ku-čcheng se narodil 13. září 1898 v okresu I-jang v provincii Chu-nan v rolnické rodině. V roce 1917 ukončil střední školu a byl přijat na anglické oddělení Pekingské vysoké normální školy (předchůdce Pekingské normální univerzity). Roku 1921, půl roku před ukončením studia, se vrátil do Chu-nanu, kde vyučoval angličtinu a etiku na učitelském oddělení První normální školy provincie Chu-nan. Po absolvování Vyšší normální školy v Pekingu pokračoval ve výuce ve stejné funkci, během níž se seznámil s Mao Ce-tungem, který na škole vyučoval čínskou literaturu a vyzval Čou Ku-čchenga, aby vyučoval psychologii v Maem zorganizovaných vzdělávacích společnostech. Čou Ku-čcheng také působil jako poradce a učitel při Chunanském provinčním rolnickém sdružení a tajemník přípravného výboru Národního rolnického sdružení.
V roce 1927, po obratu Kuomintangu doprava a roztržce s komunisty, odešel Čou Ku-čcheng do Šanghaje; v letech 1927-1930 vyučoval na střední škole při Ťinanské univerzitě a na Čínské veřejné škole v Šanghaji. V roce 1930 se stal členem Prozatímního akčního výboru Čínského Kuomintangu vedeného Teng Jen-taem a v letech 1930–1933 působil jako profesor a vedoucí katedry sociologie na Sunjatsenově univerzitě. V letech 1932-1942 byl profesorem a vedoucím katedry historie na Ťinanské univerzitě.
Od podzimu 1942 se Čou Ku-čcheng přestěhoval na univerzitu Fu-tan v Čchung-čchingu a v pedagogické činnosti pokračoval i po návratu univerzity zpět do Šanghaje, kde působil jako vedoucí katedry historie, prorektor, a později jako profesor a školitel doktorandů katedry historie. Aktivně se zapojil do politické činnosti, byl jmenován poradcem Čínské demokratické ligy a v únoru 1945 vydal spolu s Kuo Mo-žoem, Lao Šem a Tchao Sing-č’em prohlášení v němž vyzýval k ukončení diktatury jedné strany Kuomintangu a k vytvoření koaliční vlády. 1946 spolu s profesory Čang Č’-ťiangem, Pchan Čen-jouem a Šen Tchi-lanem zorganizoval Demokratické sdružení profesorů šanghajských univerzit a společně s Ťien Po-canem a dalšími profesory vypracoval manifest proti Čankajškovi. Za účast v hnutí proti vládě Kuomintangu byl v dubnu 1949 zatčen šanghajskou policií, později byl propuštěn na kauci.
V září 1949 se Čou Ku-čcheng zúčastnil jednání Čínského lidového politického poradního shromáždění jako nestraník. Poté působil jako člen šanghajské městské lidové vlády, místopředseda šanghajského městského výboru Čínského lidového politického poradního shromáždění. Vstoupil do Demokratické strany čínských rolníků a dělníků, jedné z menších politických stran Čínské lidové republiky, a od roku 1951 byl členem jejího ústředního výboru. Po zřízení Všečínského shromáždění lidových zástupců roku 1954 byl zvolen jeho poslancem (a znovuzvolen roku 1959, 1964, 1978, 1983 a 1988). Patřil k předním čínským historikům, v 50. letech byl prorektorem univerzity Fu-tan, během svého působení se podílel na restrukturalizaci univerzitních fakult a kateder v roce 1952 a zasadil se o udržení výukového řádu univerzity. Působil také jako člen Čínské akademie věd, založil Šanghajskou historickou společnost a byl i výkonným ředitelem a předsedou Čínské historické společnosti, prezidentem Čínské tichomořské historické společnosti, místopředsedou Šanghajské federace filozofie a společenských věd.
Po začátku kulturní revoluce byl odvolán z funkcí a úřadů a kritizován jako reakční akademická autorita a jeho nejstarší dcera, která učila na pekingské střední škole, byla zabita Rudými gardami, zatímco další dcera byla pronásledována a zemřela.
V letech 1978–1983 byl členem stálého výboru celostátního výboru Čínského lidového politického poradního shromáždění. Při obnovení celostátního vedení Demokratické strany čínských rolníků a dělníků v říjnu 1979 byl zvolen místopředsedou ústředního výboru strany. Koncem roku 1979 převzal funkci místopředsedy stálého výboru šanghajského městského lidového shromáždění a předsedy jeho výboru pro kulturu a vzdělávání (do roku 1983). poté v letech 1983–1993 vykonával funkci místopředsedy stálého výboru Všečínského shromáždění lidových zástupců a současně předsedal jeho výboru pro vzdělávání, vědu, kulturu a hygienu. V lednu 1987 povýšil na předsedu Demokratické strany čínských rolníků a dělníků, ve funkci zůstal do listopadu 1988, kdy náhradou obdržel titul čestného předsedy strany (do roku 1997).
Zemřel v Šanghaji 10. listopadu 1996 ve věku 98 let.